# ارواح شهوت‌زده
ارواح شهوت‌زده (ایتالیایی: Bollenti spiriti) یک فیلم فانتزی کمدی به کارگردانی جورجو کاپیتانی است که در سال ۱۹۸۱ منتشر شد.

## خلاصه داستان
کنت جووانی دلی اوبرتی نجیب‌زاده‌ای است که در آستانه ورشکستگی مالی قرار دارد. هیچ‌یک از ایده‌های تجاری او موفق نبوده‌است و او تا خرخره بدهکار است. وکیل او دیگر نمی‌داند چگونه او را از دست طلبکارانی که می‌خواهند تمام دارایی‌هایش را بگیرند، نجات دهد. اما شانس و اقبال به او رو می‌کند: او قصری باشکوه را از عمویش «اوبتسیو» به ارث برده‌است و یک شرکت املاک سوئیسی آمادگی خود را برای پرداخت ۲ میلیارد لیره به او اعلام کرده تا آن را به یک هتل تبدیل کند. دیگر به نظر می‌رسد همه مشکلات کنت جووانی حل شده باشد، اما کنت متوجه می‌شود که او تنها وارث این قصر نیست: پرستاری که در سال‌های اخیر از عمویش مراقبت می‌کرده، ۱۰ درصد از قصر را به ارث برده داشت. اگر کنت جووانی نتواند آن ۱۰ درصد را به‌دست‌آورد، نمی‌تواند قصر را به شرکت سوئیسی بفروشد. علاوه بر این‌ها، این قصر توسط روح «گوئیسکاردو» تسخیر شده‌است؛ جد بزرگ او که با نفرینی محکوم به سرگردانی در میان اتاق‌های قصر شده و تا آن هنگام که بتواند با زنی معاشقه کند این طلسم پابرجا خواهد بود. گویی این همه مشکل کافی نبوده، چرا که مالک شرکت سوئیسی که می‌خواهد قلعه را بخرد، شوهرِ معشوقهٔ کنت جووانی نیز هست: اگر ماجرا لو برود، فاتحه معامله خوانده شده‌است.

## گزیدهٔ بازیگران
- جانی دورلی
- گلوریا گوئیدا
- لیا تانتسی
- آلساندرو هابر
- لری دل سانتو
- فرانچسکا رومانا کولوتسی
- آدریانا روسو